# Odontocepheus rotundus
Odontocepheus rotundus är en kvalsterart som först beskrevs av Hammer 1979.  Odontocepheus rotundus ingår i släktet Odontocepheus och familjen Carabodidae. Inga underarter finns listade i Catalogue of Life.